# جوليو روزاتي

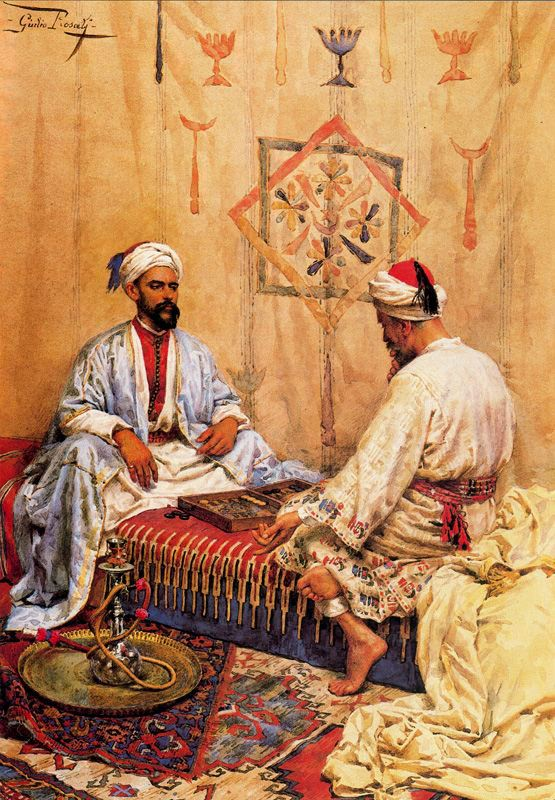
لاعبو الطاولة

جوليو روزاتي (ولد 1857 في روما - توفي 1917 في روما). هو رسام إيطالي مستشرق.

## السيرة الذاتية
درس في أكاديمية القديس لوقا تحت إشارف داريو كورسي وفرانشيسكو بدستي. ابنه البرتو روزاتي وهو رسامٌ أيضًا.